# 天塩中川駅
天塩中川駅（てしおなかがわえき）は、北海道（上川総合振興局）中川郡中川町字中川にある北海道旅客鉄道（JR北海道）宗谷本線の駅である。電報略号はテナ。事務管理コードは▲121834。駅番号はW64。特急「宗谷」「サロベツ」含む全列車が停車する。

## 歴史

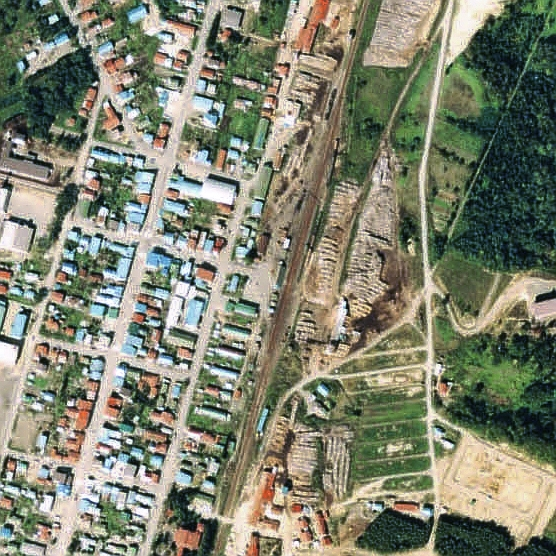
1977年の天塩中川駅と周囲約500ｍ範囲の状況。上が稚内方面。相対式ホームと貨物用副本線。駅裏にかなり大きな貨物ストックヤード。

- 1922年（大正11年）11月8日：鉄道省天塩線音威子府駅 - 当駅間開通に伴い誉平駅（ぽんぴら）として開業[4][5][6][7][8][9]。一般駅[1]。あわせて天塩中川線路分区設置[10]。
- 1923年（大正12年）11月10日：当駅 - 問寒別駅間延伸開通に伴い中間駅となる[7]。
- 1924年（大正13年）6月25日：線路名を天塩南線に改称、それに伴い同線の駅となる[6]。
- 1926年（大正15年）9月25日：天塩南線と天塩北線を統合し線路名を天塩線に改称、それに伴い同線の駅となる[6]。
- 1930年（昭和5年）4月1日：天塩線を宗谷本線に編入、それに伴い同線の駅となる[6]。
- 1942年（昭和17年）9月8日：同日の中川村（当時）議会に当駅と宇戸内駅（→歌内駅）の改名について関係庁への申請提案が提出、同日可決[8]。
- 1949年（昭和24年）6月1日：公共企業体である日本国有鉄道に移管。
- 1951年（昭和26年）7月20日：天塩中川駅に改称[11][5][9]。
- 1953年（昭和28年）11月：現駅舎落成[12][新聞 1][13]。
- 1968年（昭和43年）10月：筬島・天塩中川・問寒別の線路分区を統合し、音威子府保線区天塩中川保線支区を設置[10]。
- 1982年（昭和57年）11月15日：貨物取扱い廃止[1][9]。
- 1984年（昭和59年）
  - 2月1日：荷物取扱い廃止[1][9]。
  - 11月10日：駅員無配置駅となり、出改札要員廃止[新聞 2]、連査閉塞式に関する要員のみ配置となる。簡易委託化[9]。
- 1986年（昭和61年）11月1日：永山駅 - 稚内駅間の閉塞方式が連鎖閉塞式から特殊自動閉塞（電子符号照査式）に変更となり、CTC化されたことにより要員配置も終了、完全無人化[新聞 3]。
- 1987年（昭和62年）4月1日：国鉄分割民営化により、北海道旅客鉄道（JR北海道）の駅となる[1]。
- 1991年（平成3年）11月13日：駅長を再配置して、有人駅となる[新聞 4]。
- 2005年（平成17年）6月9日：簡易委託取扱廃止[9]。
- 2014年（平成26年）
  - 5月：駅舎の所有が中川町となり、改修工事に着手[12]。
  - 11月8日：駅舎改修工事完成[新聞 1]。
- 2015年（平成27年）3月：簡易委託、保線基地での指定席の扱いを終了、完全な無人駅となる。
  - 乗車券類は駅前の北はるか農業協同組合中川支所で委託発売されていた[14][15]。また、駅横の別棟にある保線事務所2階（天塩中川駅工務）で指定席券類の受付（予約販売のみ）を行っていた[14][15][16]。
- 2016年（平成28年）4月1日：工務社員の配置を廃止。

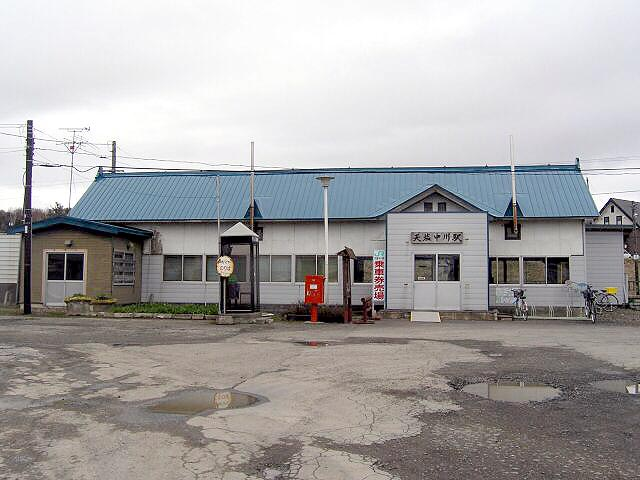
改修前の駅舎（2005年5月）

### 駅名の由来
旧駅名の「誉平（ぽんぴら）」は、アイヌ語で「ポンピラ（pon-pira）」（小さい・崖）と呼ばれた市街の西方の川崖からの地名で、現在も天塩川を挟んで対岸の「誉（ほまれ）」の地名やぽんぴら温泉などに名残がある。
しかし「（引用注：誉平を）『ヨウヒラ』と呼べても『ポンピラ』とは呼べない」「地名と異なり不便である」として、1942年（昭和17年）9月8日の中川村（当時）議会に当駅と宇戸内駅（→歌内駅）の改名について関係庁への申請提案が提出、同日可決されている。
その後、1951年（昭和26年）7月20日に駅名を改称することとなったが、すでに奥羽本線中川駅が存在したため旧国名「天塩」を冠することになった。

## 駅構造
稚内方に向かって左手に駅舎を配置する相対式ホーム2面2線の列車交換可能な地上駅（無人駅）で、互いのホーム南端を構内踏切で結んでいる。
駅舎対向の2番線は上り列車のみ発着可能であるが、駅舎側の1番線は上下列車とも使用可能である。
そのほか1993年（平成5年）3月時点では2番線の旭川方から分岐した、南側への行き止りの側線を1線、その途中から北側に分岐した行き止りの側線を1線有していた。また、1983年（昭和58年）4月時点では対向側ホーム外側への副本線を1線有し、また1番線の稚内方から分岐し駅舎北側のホーム切欠き部分の貨物ホームへの貨物側線を1線とその途中から分岐した側線を2線有していた。これらの側線は1993年（平成5年）3月までには撤去された。
駅舎は構内の西側に位置し1番線ホーム中央部分に接している。現在の駅舎は1953年（昭和28年）に落成し、2014年（平成26年）に中川町がJR北海道から譲り受けた上で、地元産のトドマツを用いた改修工事を実施し、落成当初の雰囲気を再現している。待合室横の旧駅事務室を改装し、町のイベントスペース「中川町交流プラザ」を開所。身障者用トイレも設置した。床面積は110平方メートルで、改修工費は5070万円であった。またこの改修工事にあわせ、町によって無料公衆Wi-fiスポットが設置されている。

### のりば
| 番線 | 路線      | 方向 | 行先           | 備考           |
| ---- | --------- | ---- | -------------- | -------------- |
| 1    | ■宗谷本線 | 下り | 稚内方面       |                |
| 1    | ■宗谷本線 | 上り | 名寄・旭川方面 |                |
| 2    | ■宗谷本線 | 上り | 名寄・旭川方面 | 一部の普通列車 |

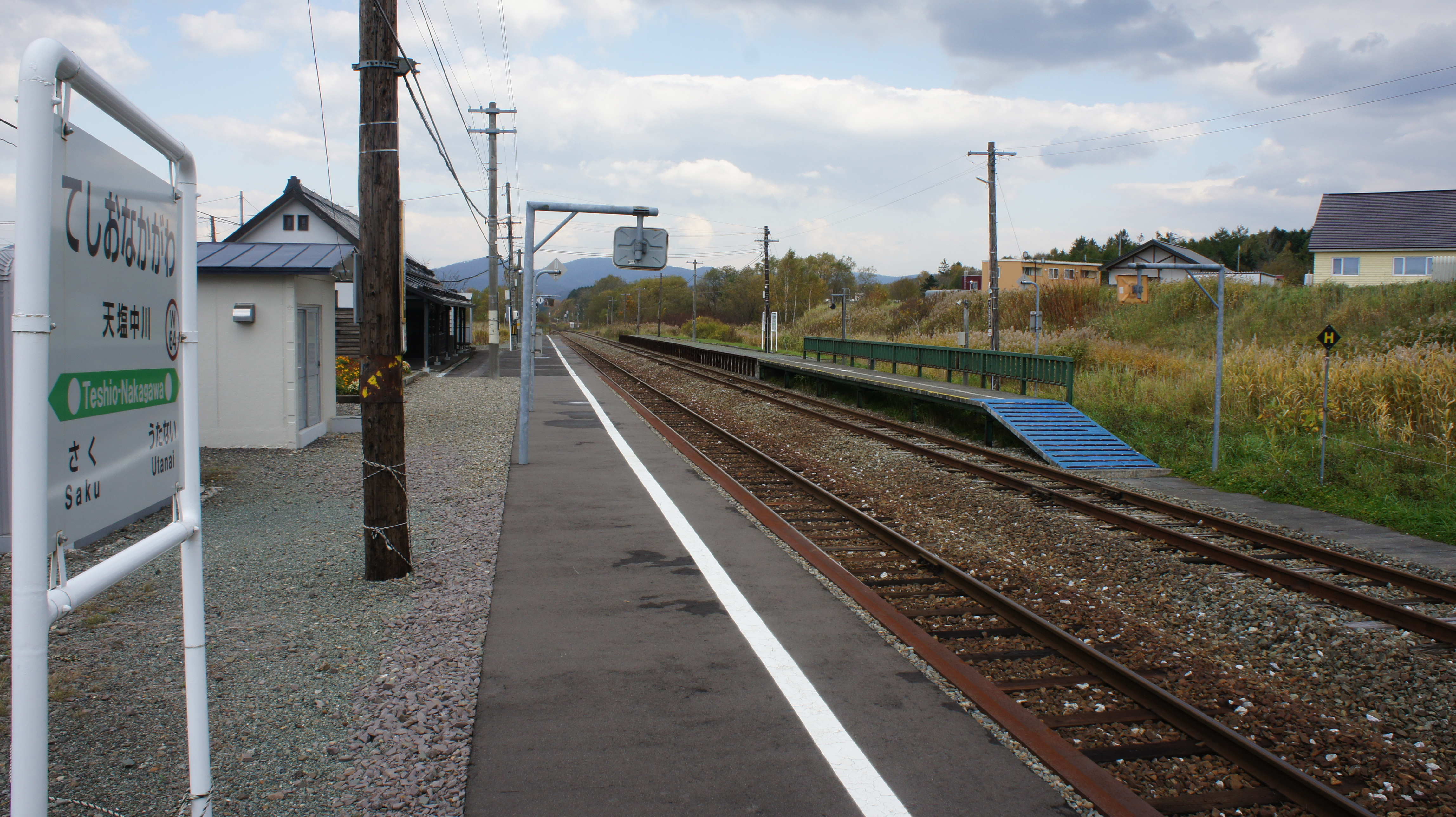
ホーム（2017年10月）
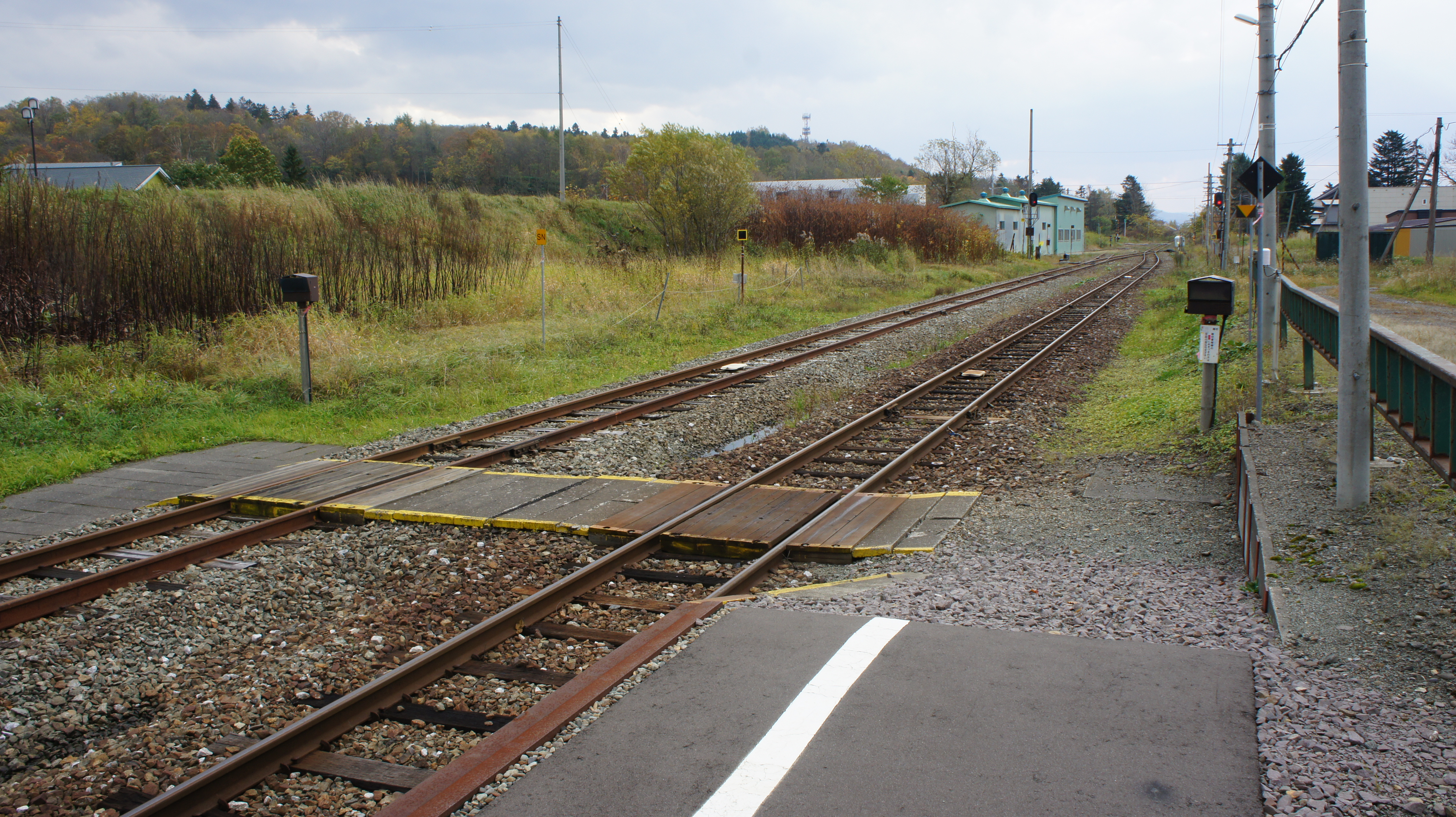
構内踏切（2017年10月）
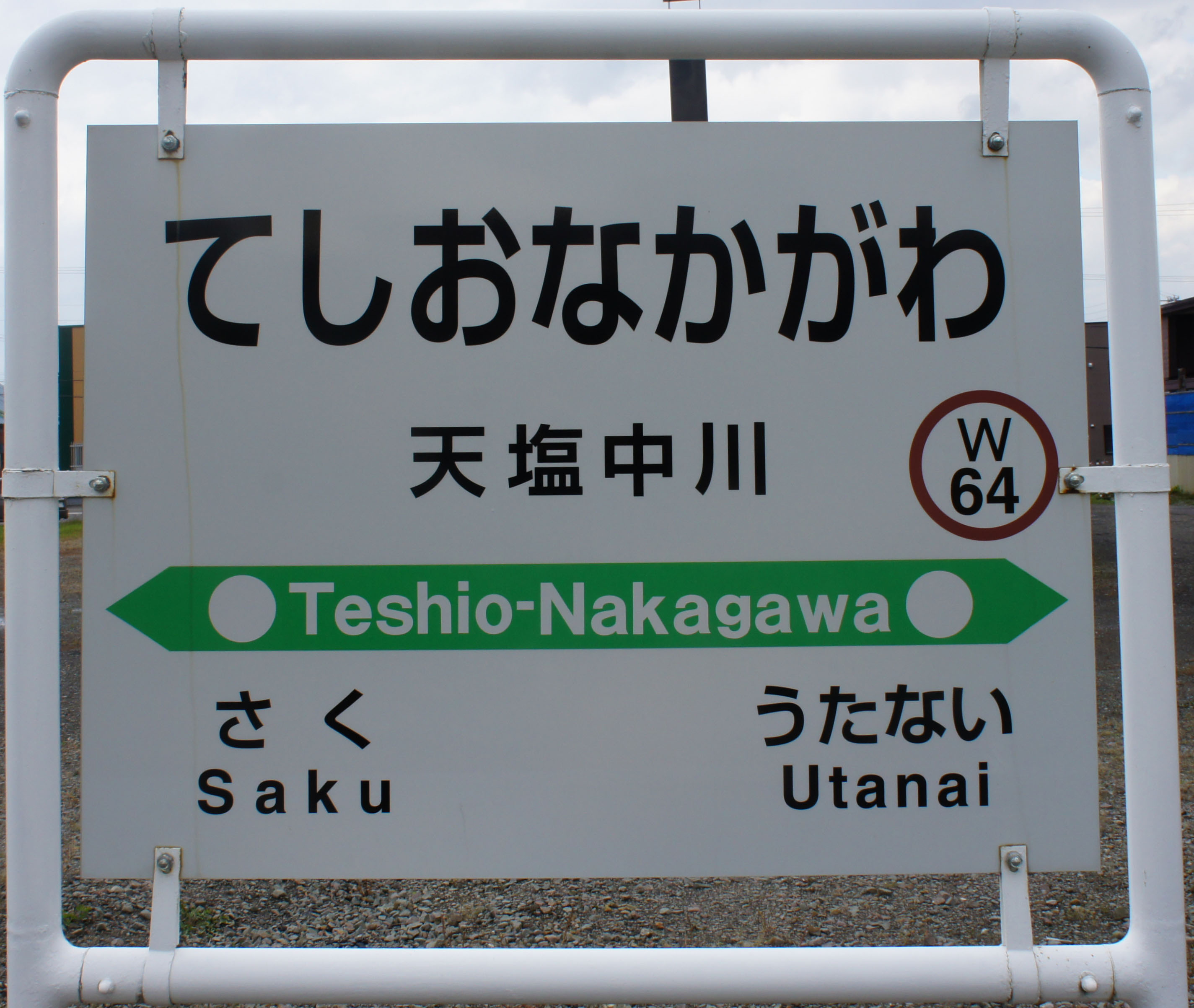
駅名標（2017年10月）

## 利用状況
乗車人員の推移は以下の通り。1970年（昭和45年）度までの1日平均乗車人員は年間の値から日数割で算出した参考値を括弧書きで示す。出典が「乗降人員」となっているものについては1/2とした値を括弧書きで1日平均乗車人員の欄に示し、備考欄で元の値を示す。
また、「JR調査」については、当該の年度を最終年とする過去5年間の各調査日における平均である。
| 年度               | 乗車人員（人） | 乗車人員（人） | 乗車人員（人） | 出典       | 備考                         |
| 年度               | 年間           | 1日平均        | JR調査         | 出典       | 備考                         |
| ------------------ | -------------- | -------------- | -------------- | ---------- | ---------------------------- |
| 1922年（大正11年） | 8,711          | (23.9)         |                | [ 21 ]     | 開通初年度。11月8日から営業  |
| 1923年（大正12年） | 25,933         | (70.9)         |                | [ 21 ]     |                              |
| 1924年（大正13年） | 26,209         | (71.8)         |                | [ 21 ]     |                              |
| 1925年（大正14年） | 28,202         | (77.3)         |                | [ 21 ]     |                              |
| 1926年（大正15年） | 28,368         | (77.7)         |                | [ 21 ]     |                              |
| 1966年（昭和41年） | 128,011        | (350.7)        |                | [ 22 ]     |                              |
| 1967年（昭和42年） | 123,311        | (337.8)        |                | [ 22 ]     |                              |
| 1968年（昭和43年） | 118,311        | (323.3)        |                | [ 22 ]     |                              |
| 1969年（昭和44年） | 49,505         | (135.6)        |                | [ 22 ]     | この年度のみ定期人員除く数値 |
| 1970年（昭和45年） | 103,408        | (283.3)        |                | [ 22 ]     |                              |
| 1978年（昭和53年） |                | 187            |                | [ 23 ]     |                              |
| 1981年（昭和56年） |                | (86.5)         |                | [ 19 ]     | 1日乗降客数173人             |
| 1992年（平成04年） |                | (87.0)         |                | [ 16 ]     | 1日乗降客数174人             |
| 2015年（平成27年） |                |                | 「10名以上」   | [ JR北 1 ] |                              |
| 2016年（平成28年） |                |                | 16.8           | [ JR北 2 ] |                              |
| 2017年（平成29年） |                |                | 15.6           | [ JR北 3 ] |                              |
| 2018年（平成30年） |                |                | 12.4           | [ JR北 4 ] |                              |
| 2019年（令和元年） |                |                | 11.8           | [ JR北 5 ] |                              |
| 2020年（令和02年） |                |                | 8.4            | [ JR北 6 ] |                              |
| 2021年（令和03年） |                |                | 7.0            | [ JR北 7 ] |                              |
| 2022年（令和04年） |                |                | 5.4            | [ JR北 8 ] |                              |
| 2023年（令和05年） |                |                | 4.8            | [ JR北 9 ] |                              |

## 駅周辺
天塩川右岸に形成された中川町の中心部に位置し、駅前通りには商店や民家が並んでいる。

### 天塩川右岸側（駅周辺）
- 北海道道438号天塩中川停車場線
- 北海道道541号問寒別佐久停車場線
- 西條Qマート中川店
- 中川町役場
- 中川町生涯学習センターちゃいむ（旧北海道中川商業高等学校）[24]
- 名寄警察署中川駐在所
- 中川郵便局
- 北星信用金庫 中川支店
- 北はるか農業協同組合（JA北はるか）中川支所
- 中川町立中川中学校
- 中川町立中央小学校
- エコ・ミュージアムセンター - 首長竜の化石などが展示されている[15]
- ぽんぴら温泉（ポンピラアクアリズイング）

### 天塩川左岸側
- 国道40号
- 道の駅なかがわ

## 隣の駅
北海道旅客鉄道（JR北海道）
■宗谷本線
「宗谷」「サロベツ」停車駅
■普通
佐久駅 (W63) - *琴平駅 - 天塩中川駅 (W64) - *下中川駅 - *歌内駅 (W65) - 問寒別駅 (W66)
*打消線は廃駅

### JR北海道
1. ↑  “極端にご利用の少ない駅（3月26日現在）” (PDF). 平成28年度事業運営の最重点事項.   北海道旅客鉄道. p. 6 (2016年3月28日). 2017年9月25日閲覧。
2. ↑  “宗谷線（名寄・稚内間）” (PDF). 線区データ（当社単独では維持することが困難な線区）.   北海道旅客鉄道 (2017年12月8日). 2017年12月30日時点のオリジナルよりアーカイブ。2017年12月30日閲覧。
3. ↑  “宗谷線（名寄・稚内間）” (PDF).   北海道旅客鉄道 (2017年7月2日). 2017年12月30日時点のオリジナルよりアーカイブ。2018年7月13日閲覧。
4. ↑  “宗谷線（名寄・稚内間）” (PDF).   北海道旅客鉄道 (2017年7月2日). 2017年12月30日時点のオリジナルよりアーカイブ。2018年7月13日閲覧。
5. ↑  “宗谷線（名寄・稚内間）” (PDF). 線区データ（当社単独では維持することが困難な線区）(地域交通を持続的に維持するために).   北海道旅客鉄道. pp. 3-4 (2019年10月18日). 2019年10月18日時点のオリジナルよりアーカイブ。2019年10月18日閲覧。
6. ↑  “駅別乗車人員  特定日調査（平日）に基づく”.   北海道旅客鉄道. 2022年8月3日時点のオリジナルよりアーカイブ。2022年8月14日閲覧。
7. ↑  “駅別乗車人員  特定日調査（平日）に基づく”.   北海道旅客鉄道. 2022年9月3日時点のオリジナルよりアーカイブ。2022年9月3日閲覧。
8. ↑  “駅別乗車人員  特定日調査（平日）に基づく”.   北海道旅客鉄道. 2023年11月10日時点のオリジナルよりアーカイブ。2023年11月10日閲覧。
9. ↑  “宗谷線(旭川・稚内間) 事業の抜本的な改善方策の実現に向けた実行計画(2024(令和6)～2026(令和8)年度)” (PDF).   北海道旅客鉄道 (2024年). 2024年9月8日時点のオリジナルよりアーカイブ。2024年9月8日閲覧。

### 新聞記事
1. 1 2 3  藤盛一朗 (2014年11月10日). “昭和の駅舎、地元産マツ使い復元 町がJR天塩中川駅を改修”. どうしんウェブ.  北海道新聞社. 2014年11月10日時点のオリジナルよりアーカイブ。2014年11月10日閲覧。
2. ↑  “「通報」●函館本線江部乙駅ほか49駅の駅員無配置について（旅客局）”. 鉄道公報 (日本国有鉄道総裁室文書課):  p. 1. (1984年11月9日)
3. ↑  “宗谷線、20駅無人化へ 特殊自動閉そく装置導入工事進む”. 交通新聞 (交通協力会): p. 2. (1986年9月17日)
4. ↑  「現人員を25％削減 JR宗谷本線の運行分離、稚内地区は半減」『北海道新聞』北海道新聞社、1991年11月9日、朝刊、4面。